# 矢野和之
矢野 和之（やの かずゆき、1949年 - ）は日本の財務官僚。

## 来歴
兵庫県生まれ。1974年一橋大学経済学部卒業、大蔵省入省（証券局資本市場課）。廿日市税務署長、ハーバード大学留学（国税庁長官官房付）、大蔵省主計局主計官補佐（労働係主査）、日本証券経済研究所ニューヨーク事務所長、コロンビア大学客員研究員を経て、2001年中国財務局長。2003年ヴェリタス取締役会長。2019年聡研プランニング顧問。同年瑞宝中綬章受章。日本プロゴルフ協会理事、ワイズテーブルコーポレーション顧問、リスト顧問、アイア顧問、永伸商事顧問、デジタルアイデンティティ顧問、テモナ顧問、SKR顧問、リファー顧問、湘南美容外科顧問、HGホールディングス監査役、旅酒相談役、ユニバース顧問、Orchestra Holdings顧問等も歴任した。

## 職歴
- 1974年4月：大蔵省入省（証券局資本市場課）[1]。
- 1975年10月：大臣官房調査企画課[1]。
- 1976年7月：福岡国税局調査査察部国税調査官[1]。
- 1977年7月：主計局調査課調査係長[11][1]。
- 1979年7月：廿日市税務署長。
- 1980年7月：国税庁長官官房総務課課長補佐。
- 1982年7月：東京国税局総務部総務課長。
- 1985年7月：近畿財務局理財部次長。
- 1986年6月：主計局主計官補佐（労働第一、二係主査）。
- 1988年6月：国際金融局開発金融課課長補佐。
- 1989年5月：アジア開発銀行総務会第22回年次会合日本政府代表随員。
- 1989年7月：横浜税関輸入部長。
- 1990年7月：横浜税関総務部長。
- 1991年6月：兼 横浜税関監視部長。
- 1991年6月：大臣官房企画官。
- 1992年7月：東京国税局調査第一部長。
- 1993年7月：東京国税局課税第一部長。
- 1994年7月：関税局国際調査課長。
- 1995年-1999年 : 日本証券経済研究所ニューヨーク事務所長、コロンビア大学研究員[12]。
- 2000年7月：大臣官房参事官。
- 2001年1月：中国財務局長。
- 2002年7月：退官。
- 2019年11月：瑞宝中綬章受章[13]。

## 監修
- 『平成6年版 回答事例による資産税質疑応答集』大蔵財務協会 1994年
- 『平成6年版 回答事例による所得税質疑応答集』大蔵財務協会 1994年